# سازمان ۴
سازمان ۴ فیلمی به کارگردانی حسن جوانبخش و نویسندگی عبدالله چینی‌چیان محصول سال ۱۳۶۶ است.

## بازیگران
- پرویز پرستویی
- اصغر محبی
- منوچهر اولیایی
- هرمز سیرتی
- مهدی آریان نژاد
- حسین معلومی
- رحمان مقدم
- صفر کشکولی
- علی خالدی
- سعید دلیری
- محمد سوری
- داوود اسدپور
- رامین خالدی
- حسینی پور
- میراحمد سمنانی
- عرش پورزارعی
- علی بیتل
- عباس اسماعیلی
- اکبر لشکری
- مراد لشکری
- صمد رشیدی
- مرتضی هنرداران
- محمدحسن محمدی
- فرنوش آل احمد
- کبری یوسفی
- علی کنگرلو
- علی رامز
- غلام عباس شمس
- شهشانی‌
- حسین یاری